# Plattberg
De Plattberg, ook Hochschrutte genoemd, is een berg in deelstaat Tirol, Oostenrijk. De berg heeft een hoogte van 2.247 meter.
De Plattberg is onderdeel van de Danielkamm, dat weer deel uitmaakt van de Ammergauer Alpen.